# Le Conservateur Littéraire
Le Conservateur Littéraire (em português: O Conservador Literário) foi uma revista literária fundada em 1819 pelos irmãos Abel e Victor Hugo.
A revisa expressava uma visão ultra-realista de tendências monarquistas e católicas e teve como colaboradores, Alphonse de Lamartine, Alfred de Vigny , Alexandre Soumet, entre outros.
Vitor Hugo trabalhou na revista até 1821 e em meados da década de 1820 a revista torna-se mais liberal, fechando as portas logo após este período.